# 산지브 바스카

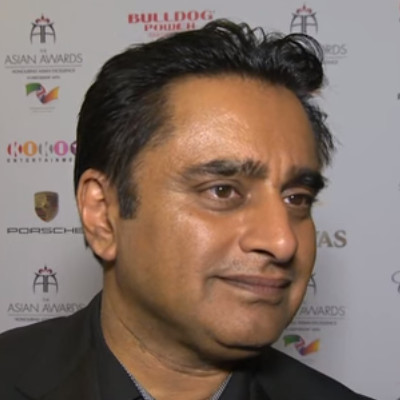

산지브 바스카(Sanjeev Bhaskar, 1963년 10월 31일 ~ )는 잉글랜드의 배우, 희극인, 각본가, 작곡가, TV 사회자이다.
일링에서 태어났다.

## 출연 작품
- 예스터데이 (2019년) - 제드 역
- 패딩턴 2 (2017년) - 자프리 박사 역
- 앱솔루틀리 애니씽 (2015년) - 레이 역
- 제로법칙의 비밀 (2013년) - 의사1 역
- 아더 크리스마스 (2011년) - 리드 엘프 목소리 역
- 이츠 어 원더풀 애프터라이프 (2010년)
- 잭부츠 온 화이트홀 (2010년)
- 런던 블러바드 (2010년) - Dr. 라주 역
- 스쿠프 (2006년)
- 아니타 & 미 (2002년)
- 인페르노 (2001년)
- 노팅 힐 (1999년) - 레스토랑 시끄러운 남자 역

### 텔레비전
- The Indian Doctor (2010-13)
- 언포가튼 (2015-현재)